# Ronny Sabo
Ronny Sabo, född 1 februari 1988 i Martin Luthers församling, Halmstad, är en svensk fotbollsspelare som spelar för Snöstorp Nyhem FF.

## Karriär
Sabos moderklubb är Halmstads BK. År 2008 gjorde han nio mål på lika många matcher för IS Halmia i Division 3. År 2009 spelade Sabo för Laholms FK i division 3. Året efter blev det fortsatt spel i division 3, dock istället för Snöstorp Nyhem FF. Under 2010 återvände han till IS Halmia som spelade i division 2. Under 2013 spelade klubben i division 1 och Sabo gjorde då 12 mål och sex assist på 26 matcher. Säsongerna 2014 och 2015 spelade han för Jönköpings Södra IF i Superettan. 
I november 2015 skrev han på ett tvåårskontrakt med Degerfors IF. I februari 2017 blev det klart att Sabo återvände till IS Halmia, där han skrev på ett ettårskontrakt. I februari 2018 förlängde Sabo sitt kontrakt fram till sommaren 2018. Under sommaren 2018 gick han till division 3-klubben Snöstorp Nyhem FF. I februari 2019 återvände han återigen till IS Halmia. Den 13 april 2019 gjorde Sabo ett hattrick i en 6–3-vinst över IFK Malmö. Efter säsongen 2019 lämnade han klubben.
Säsongen 2020 återvände Sabo till Snöstorp Nyhem FF och gjorde sju mål på sex matcher i Division 6.